# Brad Evans (Fußballspieler)
Bradley Ray Evans (* 20. April 1985 in Phoenix, Arizona) ist ein ehemaliger US-amerikanischer Fußballspieler.

## Spielerkarriere

### Jugend und College
Evans besuchte die Mountain Pointe High School in Phoenix und spielte dort vier Jahre in der Schulmannschaft Fußball. Insgesamt erzielte er 54 Tore und war zeitweise Kapitän der Mannschaft. Neben der Schule spielte er zehn Jahre lang für den Jugendfußballklub Tempe Warriors. Nach der High School besuchte er die University of California, Irvine und erlangte dort sein Abschluss in Sozialwissenschaften und Pädagogik. Er war auch Mitglied des College-Soccer-Teams der Universität. Er wurde 2005 und 2006 zum Big West Offensive Player of the Year ernannt und 2006 wurde er in die All-American Auswahl berufen.
Während des College spielte er für Orange County Blue Star in der USL Premier Development League.

### Columbus Crew
Beim MLS SuperDraft 2007 wurde er von der Columbus Crew in der zweiten Runde ausgewählt. Er gab sein Debüt für die Mannschaft am 7. April 2007 gegen die New York Red Bulls. Der damalige Trainer Sigi Schmid beschrieb Evans als vielseitig einsetzbar. Insgesamt stand er in der Saison 2007 4-mal auf dem Platz, da er aufgrund einer Verletzung ausfiel. 2008 konnte er sich zum Stammspieler hervorheben und wurde in 26 Spielen eingesetzt, wobei er fünf Tore erzielte. Mit der Mannschaft gewann er am Ende der Saison den MLS Cup.

### Seattle Sounders
Drei Tage nach dem Gewinn des MLS Cup wurde Evans von den Seattle Sounders im Expansion Draft ausgewählt.

### Nationalmannschaft
Evans nahm mit der U-20 Nationalmannschaft der USA an der Junioren-Fußballweltmeisterschaft 2005 teil. Trainiert wurde die Mannschaft von Sigi Schmidt, seinem späteren Trainer bei Columbus und Seattle.
2009 wurde er in den Kader für den CONCACAF Gold Cup berufen. Dort gab er am 4. Juli 2009 sein Debüt für die Fußballnationalmannschaft der Vereinigten Staaten in dem ersten Gruppenspiel gegen Grenada. Sein erstes Tor erzielte er am 7. Juni 2013 in einem WM-Qualifikationsspiel gegen Jamaika.